# Samir Rifai
Samir Zaid al-Rifai (en Árabe: سمير زيد الرفاعي) (1 de julio de 1966) fue primer ministro de Jordania. Es hijo del expresidente Zaid al-Rifai y nieto de Samir al-Rifai. Estudió en la Universidad de Harvard, graduándose en 1988 en Estudios de Oriente Medio. Posteriormente ejerció varios cargos dentro del gobierno jordano antes de ser nombrado primer ministro el 9 de diciembre de 2009.